# Séry-Magneval
Séry-Magneval ist eine französische Gemeinde mit 272 Einwohnern (Stand: 1. Januar 2022) im Département Oise in der Region Hauts-de-France. Sie gehört zum Arrondissement Senlis und zum Kanton Crépy-en-Valois.

## Geographie
Séry-Magneval liegt etwa 36 Kilometer ostnordöstlich von Senlis und etwa 22 Kilometer südsüdöstlich von Compiègne. Umgeben wird Séry-Magneval von den Nachbargemeinden Glaignes im Norden und Nordwesten, Orrouy im Norden, Béthancourt-en-Valois im Norden und Nordosten, Feigneux im Nordosten, Crépy-en-Valois im Osten und Südosten, Duvy im Süden sowie Rocquemont im Westen.

## Einwohner
| 1962                      | 1968 | 1975 | 1982 | 1990 | 1999 | 2006 | 2013 |
| ------------------------- | ---- | ---- | ---- | ---- | ---- | ---- | ---- |
| 134                       | 136  | 189  | 222  | 215  | 269  | 292  | 289  |
| Quelle: Cassini und INSEE |      |      |      |      |      |      |      |

## Sehenswürdigkeiten
- Kirche Saint-Pierre-Saint-Michel aus dem 12./13. Jahrhundert, Monument historique

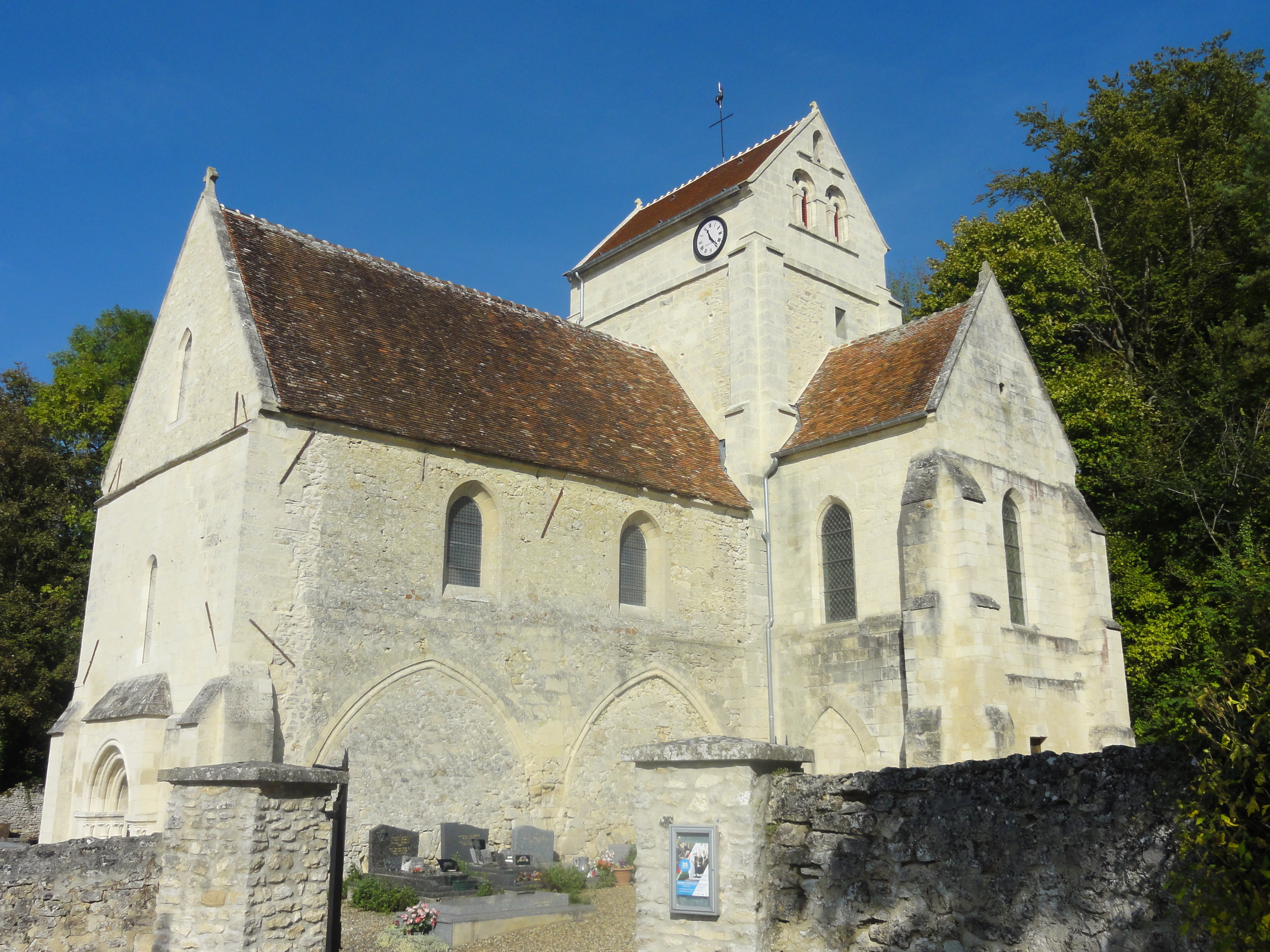
Kirche Saint-Pierre-Saint-Michel